# ルイス・フアレス
ルイス・フェリペ・フアレス・ディアス（Luis Felipe Juárez Diaz, 1990年2月6日 - ）は、メキシコ合衆国シナロア州クリアカン出身のプロ野球選手（一塁手、指名打者、左翼手、捕手）。

## 経歴

### プロ入りとサルタンズ時代
2009年4月3日にメキシカンリーグのモンテレイ・サルタンズ入団した。
2017年はシーズン開幕前の3月に開催された第4回WBCのメキシコ代表に選出された。

### ライオンズ時代
2017年12月21日にトレードでユカタン・ライオンズへ移籍した。
2019年はシーズン開幕前に日本代表との「侍ジャパン 野球メキシコ代表 強化試合」のメキシコ代表に選出された。
2020年は新型コロナウイルスの感染拡大の影響でシーズン中止となったため、公式戦での出場は無かった。
2021年に2年ぶりに出場。

## 詳細情報

### 代表歴
- 2017 ワールド・ベースボール・クラシック・メキシコ代表